# Паронно, Венсан
Венсан Паронно (фр. Vincent Paronnaud; род. 1970, Ла-Рошель, Приморская Шаранта, Франция) — французский художник, автор комиксов и кинематографист.

## Биография
Венсан Паронно родился в 1970 году в Ла-Рошели, в департаменте Приморская Шаранта во Франции. Творческую начал карьеру в 1995 году. Известен как автор комиксов, в которых подписывался под псевдонимом Winshluss. В 2008 и 2009 годах в Париже проходили его персональные выставки.
Венсан Паронно — постоянный соавтор иранской художницы и кинорежиссера Марджан Сатрапи. Их первая совместная работа, анимационный «Персеполис», получившую в 2007 году Приз жюри 60-го Каннского кинофестиваля и номинацию на «Оскар» в категории за лучший анимационный фильм. В 2011 году Паронно и Сатрапи представили на Венецианском кинофестивале игровой фильм — мелодраму «Цыпленок с черносливом».